# Tom Manigart
Thomas (Tom) Manigart (1956 – 1998) was een Belgische dj en kunstenaar, voornamelijk actief in de jaren 1980 in de Belgische en Nederlandse leerscene. Veel van zijn werk bestond uit muurschilderingen in discotheken/seksclubs in de Amsterdamse Warmoesstraat en Belgische homohoreca, en publicaties in magazines voor homoseksuele mannen. Zijn kunstwerken vertonen duidelijke invloeden van Tom of Finland, maar tegelijkertijd zijn door Tom Manigart afgebeelde mannen vaak minder overdreven mannelijk dan die van Tom of Finland.